# 羽藤一志
羽藤 一志（はとう かずし、1922年（大正11年）8月18日 - 1942年（昭和17年）9月13日）は、日本の海軍軍人。太平洋戦争のエース・パイロット。戦死による特進で最終階級は二等飛行兵曹。

## 経歴
1922年8月18日、愛媛県今治市(旧越智郡玉川町)に生まれる。生後、父親の仕事で今治市常盤町に転居。父親が早くに亡くなり、母親が再婚、異父兄弟の妹と弟がいたが、兄弟仲は良かった。
1938年（昭和13年）6月、海軍飛行予科練習生乙飛9期生として入隊。同期の本間猛は、羽藤は予科練時代から温和な優男であり、級友は羽藤が戦闘機に行ったというので「羽藤が戦闘機にねえ」と言ったが、ひとたび戦場に出るや、闘志満々、戦意旺盛、零戦を駆って縦横無尽の活躍をして敵機十数機を撃墜したと語っている。1941年（昭和16年）11月、三等飛行兵曹に任官される。1942年2月1日千歳航空隊（千歳空）配属。

### モレスビー攻撃
1942年2月19日、第四航空隊（四空）に配属。ニューブリテン島のラバウルに進出。4月1日、台南航空隊（台南空）に配属。第25航空戦隊が新編され、四空の戦闘機隊の人員、機材が台南空に吸収された。16日に台南空の本隊が合流し、ラバウルの前進基地となるニューギニア島東部のラエに進出。童顔色白の小柄な美少年だった羽藤は、ハトポッポの語呂あわせから台南空で「ポッポ」の愛称で呼ばれていた。
1942年4月11日、ラエ基地上空で、豪空軍第75航空隊のカーチスP-40ウォーホーク戦闘機（D.S.ブラウン飛曹機）を初撃墜。6月25日、ポートモレスビー攻撃に参加。米陸軍第35戦闘飛行隊のベルP-39エアラコブラ戦闘機の撃墜を報告。7月11日、ポートモレスビー上空での米陸軍第40戦闘飛行隊のP-39戦闘機（オービル・カークランド少尉機）を撃墜。8月2日、ブナ泊地上空で、米陸軍第41戦闘飛行隊P-39戦闘機を撃墜。

### ガダルカナル攻撃
1942年8月7日、米軍ガダルカナル島上陸の報を受け、上陸支援の米機動部隊攻撃に向かうこととなった四空の一式陸上攻撃機27機の援護、米海軍機撃滅を任務として、台南空からは戦闘機18機が参加。羽藤は、笹井醇一中尉が指揮する第三中隊の第二小隊長坂井一飛曹の三番機として出撃した。一式陸攻がガダルカナル島沿岸に上陸中の米艦隊、輸送船へ爆弾投下した直後、一式陸攻と、これを護衛中の零戦隊に対し、空母サラトガ発艦の米海軍VF-5航空隊所属のF4Fワイルドキャット3機が上空から急降下して攻撃。ジェームズ・“パグ”・サザーランド大尉のF4Fは一式陸上攻撃機を撃墜したが、反撃を受けて機体からは黒煙が噴き出した。これに対し、第二中隊の第一小隊三番機である山崎市郎平三飛曹機が攻撃、第三中隊の第二小隊二番機である柿本円次二飛曹、三番機の羽藤が続いて参戦したが、防御力の高いF4Fはなかなか撃墜できず、さらに第三中隊第二小隊長の坂井三郎も参戦した。サザーランドは四機との格闘戦になるが最後まで粘り、最終的には坂井がサザーランドに敬意を表し、撃墜前に合図を送り操縦席を外して撃ったためサザーランド負傷していたものの脱出に成功、生還してパイロットとして復帰した後にさらに4機撃墜してエース・パイロットとなった。これは坂井、羽藤、山崎の共同撃墜として記録された。これ以降、日本軍はラバウル、ガダルカナル間の往復2千キロ以上、零戦の狭い操縦席で往復7-8時間の過酷な飛行を伴う戦闘を余儀なくされ、一方で米海兵隊戦闘機隊が8月20日にガダルカナル飛行場に進出、同島上空の制空権を確保したため戦況は大きく変化した。
1942年8月21日、羽藤は一式陸攻36機護衛の河合大尉指揮の台南空零戦13機の1機、第二中隊長の笹井中尉の三番機として出撃。笹井中隊6機（笹井中尉、米川二飛曹、羽藤三飛曹／高塚飛曹長、松木二飛曹、吉村一飛兵）は、ガダルカナル飛行場北西のサボ島南岸、高度4千メートル上空で、前日ガダルカナル飛行場に進出したばかりで、上空哨戒中の米海兵隊VMF-223航空隊のグラマンF4F戦闘機4機と交戦。ジョン・スミス海兵隊少佐（後の19機撃墜のエース）以下4機を、笹井中隊6機が、高度差150メートル優位から一撃。羽藤の射撃も命中し、グラマンF4F全4機が被弾。しかし、4機とも直ちにガダルカナル飛行場の方向へ離脱したため、ラバウルまでの帰りの燃料の憂慮から、追撃はできず、スミス少佐を含めた4機は、大破した2機も含めて飛行場に滑り込み、人的損害はなかった。羽藤を含めて、笹井中隊は無傷でラバウルに帰還する。8月23日と25日もガダルカナルへ出撃し、同島上空に達するも共に会敵せず。
1942年8月26日、一式陸攻17機の護衛として台南空の零戦9機が参加。太田は指揮官笹井中尉の三番機として出撃。しかし、コースト・ウォッチャーズからの事前通報を受け、迎撃の米海兵隊のグラマンF4F戦闘機12機は、9千メートルと十分な高度をとって待ち伏せていた。F4Fは、高高度からの急降下奇襲の一撃にて零戦2機を撃墜し海面への激突を確認した。この一撃を回避した笹井小隊はこのときに離散してしまい、列機は笹井中尉を見失う。二番機の大木一飛曹は3発被弾、三番機の羽藤三飛曹は無傷でラバウルに帰還するが、笹井中尉は未帰還となった。この日、笹井中尉は米海兵隊エースのマリオン・カール大尉を追尾し、ガダルカナル基地上空へ単機で突入し、カール大尉と一騎討ちの末、撃墜されている。1942年9月2日、5日、ガダルカナル攻撃に参加。9月7日、ポートモレスビー攻撃にも出撃。10日、ガダルカナル攻撃に参加。

### 最後の戦闘
最期の戦闘となる1942年9月13日、ガダルカナル飛行場に強行偵察する二式陸上偵察機2機の護衛を行う。羽藤は、稲野菊一大尉指揮の台南空零戦9機の第三小隊三番機として参加。　
前日の夜、ガダルカナル島では、川口支隊による飛行場総攻撃、占領が予定されており、現地上空から正確な戦況を確認し、占領されていれば、そのままガダルカナル飛行場に着陸、進出するという特殊任務を負った出撃となった。9月13日午前4時30分にラバウル基地を離陸、午前8時にガダルカナル飛行場上空8千メートルを侵入し、滑走路を高空から偵察。しかし、実はその時点で川口支隊はジャングルに進攻を阻まれ、攻撃位置にすら達しておらず、総攻撃は13日夜に延期となっていた。そうした状況を知らぬまま時、すでに空中退避していたグラマンF4F戦闘機28機と交戦状態へ。40分以上をかけて、空戦空域が高高度8,000メートルから、この日の雲層の1,500メートル、そこから更に地面すれすれの超低空に下がっていく程の大乱戦に。第三小隊（大木一飛曹、太田一飛曹、羽藤三飛曹）三番機、編隊最後尾の羽藤は、高度200メートルの超低空の劣位から米海軍VF-5航空隊スモーキー・ストーバー中尉機めがけて反撃も、圧倒的な数の差でF4F戦闘機に取り囲まれたことでストーバー中尉機の前方に突っ込んでしまう。次の刹那、羽藤はストーバー中尉より後方から射撃を受けて、飛行場の15キロ西の丘陵に激突して炎上（乙飛9期同期で、この日、第一小隊三番機の茂木三飛曹がこれを目撃）。更に第二小隊の全3機（高塚寅一飛曹長、松木進二飛曹、佐藤昇三飛曹）も乱戦深追いのなかで撃墜される。米側はグラマンF4F戦闘機2機が撃墜され、2機が大破（大破2機のうち1機は、大木一飛曹、太田一飛曹の猛攻を受けたストーバー中尉機）。
享年20。羽藤の墓は今治市の大谷墓地の軍人墓地地区にある。公認撃墜数は19機。